# テンセントQQ
テンセントQQ（テンセントキューキュー、中国語: 騰訊QQ(読み：タンシュンキューキュー)、英語: Tencent QQ）は、中華人民共和国のテンセントが提供・運営するインスタントメッセンジャー(IM)ソフト。一般には単にQQと略されている。
中国本土において普及しているコミュニケーションツールであり、特に若者の間で支持され携帯やメールと同じ感覚で使用されている。企業バージョンは一般家庭だけでなく、ネットカフェ・勤務先・学校などの公衆用のパソコンにもよく導入されている。

## 名称
「テンセントキューキュー」の前の名前は「OICQ (OPEN-ICQ)」。
OPEN ICQはその名前に反し実際にはソースコードを公開しなかった。ICQから名称に関する告訴を恐れ、また当時の多くのユーザは'キューキュー'という愛称で呼んでいた事から、「QQ」に改名。

## 沿革
- 1998年11月12日 - 中国深圳に設立。中国最大のインターネットを使った通信ソフトの開発企業。
- 1999年2月 - テンセントは正式版「テンセントQQ」を無償公開。
- 2004年6月16日 - 香港証券取引所に上場（コード0700）。
- 2006年6月30日 - アカウントが5億4900万を上回ったことを表明。
- 2006年12月31日 - アカウントが5億8050万を上回ったことを表明。
- 2009年末 - 2009年末現在、アカウントが9億9900万あると表明[1]。
- 2010年9月27日 - 中国の奇虎が運営する無料ウイルスソフト360安全衛士（中国語版）はQQを対象としたセキュリティツールを発表。QQがユーザーのデータをスキャンしていたことが判明[2]。
- 2010年10月14日 - 騰訊が侵権行為だとして奇虎らを提訴。奇虎は騰訊を逆提訴。
- 2010年10月15日 - 200人余のユーザーがプライバシー侵害で騰訊を提訴[3]。
- 2010年10月27日 - 騰訊、百度、金山、傲游、可牛5社は連合して声明を発表し、奇虎とは暫時的に何の業務連携もしないと宣言。
- 2010年10月28日 - 360はQQがユーザーのハードディスクをスキャンした証拠として「スーパーブラックリスト」を発表。
- 2010年10月29日 - 360はQQの「スキャン」、「トロイの木馬」、広告などを制限するソフト「扣扣保膘」を発表。
- 2010年11月3日、 - 騰訊は360をインストールしているパソコンでQQを利用を停止した。新浪網の行ったアンケートでは、ユーザーの50.7%がQQを削除、26.3%が360を削除した[4]。
- 2012年2月14日、 - KDDI、中国最大のSNS「QQ」と提携――チャットアプリをauスマホ向けに配信[5]。

## 主な機能
QQには、IMとしての機能の他にも様々な機能が付いている。
- "Q-Zone"（QQ空間）- ブログ、SNS機能なども付いている。
- "騰訊微博" - ミニブログ、Twitterのようなもの。
- "QQ音楽" - 音楽の再生、管理ソフト。
- "QQ影音" - 動画の再生、管理ソフト。
- "QQ遊戯" - QQの会員が遊べるオンラインゲーム
- "QQ秀" - アバターのようなもの
- "QQLive" - P2Pを使い、動画の生放送が可能。KeyHoleTVや、USTREAMに似ている。
- "QQ日本版"（QQの日本語バージョン）- 「モバイルQQ日本版」は、テンセント社とKDDI株式会社が提携して日本のユーザ向けに開発したスマートフォン向けリアルタイム通信ソフト
QQ日本版公式サイト：http://www.imqq.jp
- "宝箱"（モバイルQQ）- 「Q-life」、「Qとも」の新サービス